# UCI Oceania Tour de 2005-2006
O UCI Oceania Tour de 2005-2006, foi a segunda edição do UCI Oceania Tour. Levou-se a cabo de outubro de 2005 a setembro de 2006 onde se disputaram 7 competições por etapas em duas modalidades, provas por etapas e provas de um dia, outorgando pontos aos primeiros classificados das etapas e à classificação final; incorporando-se com respeito à temporada anterior o resto das provas profissionais do continente que ficaram fora das datas de dito calendário: Herald Sun Tour, Melbourne to Warrnambool Classic e os campeonatos continentais. Ademais, apesar de não estar no calendário, também pontuaram os campeonatos nacionais com um barómetro dependendo o nível ciclista da cada país.
O ganhador a nível individual foi o neozelandês Gordon McCauley, por equipas triunfou a Successfulliving.com dos Estados Unidos, enquanto por países foi a Austrália quem obteve mais pontos.

## Calendário
Contou com as seguintes provas, tanto por etapas como de um dia.

### Outubro de 2005
| Data    | Carreira                         | Cat. | Ganhador        | Equipa do ganhador   |
| ------- | -------------------------------- | ---- | --------------- | -------------------- |
| 9 ao 15 | Herald Sun Tour                  | 2.1  | Simon Gerrans   | Ag2r Prévoyance      |
| 22      | Melbourne to Warrnambool Classic | 1.2  | Jonas Ljungblad | Amore & Vita-Beretta |

### Novembro de 2005
| Data    | Carreira          | Cat. | Ganhador        | Equipa do ganhador   |
| ------- | ----------------- | ---- | --------------- | -------------------- |
| 7 ao 12 | Tour de Southland | 2.2  | Gordon McCauley | Trek-Zookeepers Cafe |

### Dezembro de 2005
| Data | Carreira                           | Cat. | Ganhador        | Equipa do ganhador        |
| ---- | ---------------------------------- | ---- | --------------- | ------------------------- |
| 3    | Campeonato Oceânico Contrarrelógio | CC   | Gordon McCauley | Selecção da Nova Zelândia |
| 4    | Campeonato Oceânico em Estrada     | CC   | Gordon McCauley | Selecção da Nova Zelândia |

### Janeiro de 2006
| Data     | Carreira                  | Cat. | Ganhador        | Equipa do ganhador |
| -------- | ------------------------- | ---- | --------------- | ------------------ |
| 17 ao 22 | Tour Down Under           | 2.hc | Simon Gerrans   | Ag2r Prévoyance    |
| 25 ao 29 | Trust House Cycle Classic | 2.2  | Hayden Roulston | Subway             |

## Classificações

### Individual
| Posição | Ciclista          | Pontos |
| ------- | ----------------- | ------ |
| 1       | Gordon McCauley   | 180,66 |
| 2       | Logan Hutchings   | 105    |
| 3       | Clinton Avery     | 100    |
| 4       | Phillip Thuaux    | 78,2   |
| 5       | Dominique Perras  | 76,2   |
| 6       | Russell Van Hout  | 75,2   |
| 7       | Wesley Sulzberger | 71,2   |
| 8       | Timothy Gudsell   | 62,66  |
| 9       | David McCann      | 52     |
| 10      | Gregory Henderson | 51,66  |

### Equipas
| Posição | Equipa                         | Pontos |
| ------- | ------------------------------ | ------ |
| 1       | Successfulliving.com           | 410    |
| 2       | Southaustralia.com-AIS         | 262    |
| 3       | Drapac Porsche                 | 251    |
| 4       | Savings & Loans                | 171,32 |
| 5       | Health Net presented by Maxxis | 165    |

| 6  | Kodakgallery.com          | 110   |
| 7  | DFL-Cyclingnews-Litespeed | 76,66 |
| 8  | Giant Asia Racing         | 67    |
| 9  | Marco Polo                | 50    |
| 10 | Unibet.com                | 15,66 |

### Países
| Posição | País          | Pontos |
| ------- | ------------- | ------ |
| 1       | Austrália     | 1532,6 |
| 2       | Nova Zelândia | 940,44 |